# 趙氏耳介
趙氏耳介（学名：Aurila choeae）为半花介科耳介屬下的一个种。